# NGC 6692
NGC 6692 (другие обозначения — PGC 62268, UGC 11330, MCG 6-41-18, ZWG 201.33, KAZ 491) — галактика в созвездии Лира.
Этот объект входит в число перечисленных в оригинальной редакции «Нового общего каталога».